# نبردناو فوجی
نبردناو فوجی (به ژاپنی: 富士 戦艦) یک نبردناو کلاس فوجی در نیروی دریایی امپراتوری ژاپن بود که کار ساخت آن در سال ۱۸۹۷ تکمیل شد.